# 亞索帕蒂

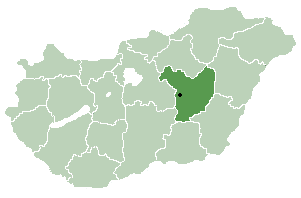

亞索帕蒂是匈牙利的城鎮，位於該國中部，由亞斯-瑙吉孔-索爾諾克州負責管轄，面積78.16平方公里，2011年人口9,048，其中八成居民信奉天主教。
47°31′N 20°09′E / 47.517°N 20.150°E